# Girls Aloud
Girls Aloud là nhóm nhạc pop nữ người Anh-Ailen, thành lập bởi chương trình tìm kiếm tài năng của đài ITV1, Popstars: The Rivals năm 2002. Những thành viên trong ban nhạc gồm ca sĩ Cheryl Cole, Nadine Coyle, Sarah Harding, Nicola Roberts và Kimberley Walsh. Nhóm đã đạt được 20 đĩa đơn liên tiếp nằm trong top 10 tại Anh, trong đó có bốn đĩa đơn quán quân. Họ đồng thời còn nhận được sáu chứng nhận album, trong đó, hai album đã vươn lên vị trí đầu bảng. Ngoài ra, ban nhạc còn giành được giải Đĩa đơn Xuất sắc nhất năm 2009 tại giải Brit trong tổng số năm đề cử tại lễ trao giải này, với ca khúc "The Promise".
Các tác phẩm mà Girls Aloud đã cộng tác với Brian Higgins cùng đội sản xuất của anh Xenomania đều nhận được khen ngợi từ những nhà đánh giá âm nhạc, bởi các ca khúc đã góp phần tiếp cận và thay đổi dòng nhạc pop chính thống.

## Thành tích
Nhóm nhạc này ra đời năm 2002, album đầu tiên là Sound of the underground phát hành giữa năm 2003 chiếm hạng nhì top Anh. Đĩa đơn I"ll Stand by You hát lại của nhóm The Pretenders được ghi âm để ủng hộ cho quỹ giúp đỡ trẻ em BBC "Children In Need". Giai điệu của Girls Aloud rất sôi động, sử dụng nền nhạc điện tử đa dạng.
Nhóm từng được ghi tên trong sách kỷ lục Guinness âm nhạc thế giới với tư cách là nhóm nhạc nữ có 10 bản nhạc liên tiếp lọt vào bảng xếp hạng ăn khách nhất ở Anh. Nhóm được biết đến là những ca sĩ nổi tiếng lập nên từ show truyền hình thực tế Popstar: The Rivals năm 2002. Nhóm từng giữ kỷ lục có 19 đĩa đơn liên tiếp lọt vào Top 10 ở Anh, trong đó có 4 bài xếp hạng nhất như "The Promises" tung ra vào tháng 10 năm 2008. Nhờ "The Promises" nên album thứ năm của Girls Aloud sau đó là "Out of Control" đã từng nhảy lên ngôi vị số một tại Anh. Trong sự nghiệp ca hát, nhóm từng có hai tuần huy hoàng khi giữ vững hạng nhất trên bảng xếp hạng Anh quốc nhờ đĩa đơn đầu tiên trong sự nghiệp "I"ll Stand by You" (Polydor phát hành). Họ phải vượt qua những tên tuổi đang nổi như cồn thời bấy giờ

## Tan rã
Trong năm 2007, nhóm chỉ còn 4 thành viên bởi đã có bất hòa xảy ra giữa họ với thành viên còn lại là Nadine Coyle sau đó nhóm Girls Aloud đã từng tuyên bố sẽ tái hợp trong năm 2011 nhưng sau đó vì một số trục trặc mọi chuyện đã lùi vào đến năm 2012.